# Wasserschloss Starzhausen

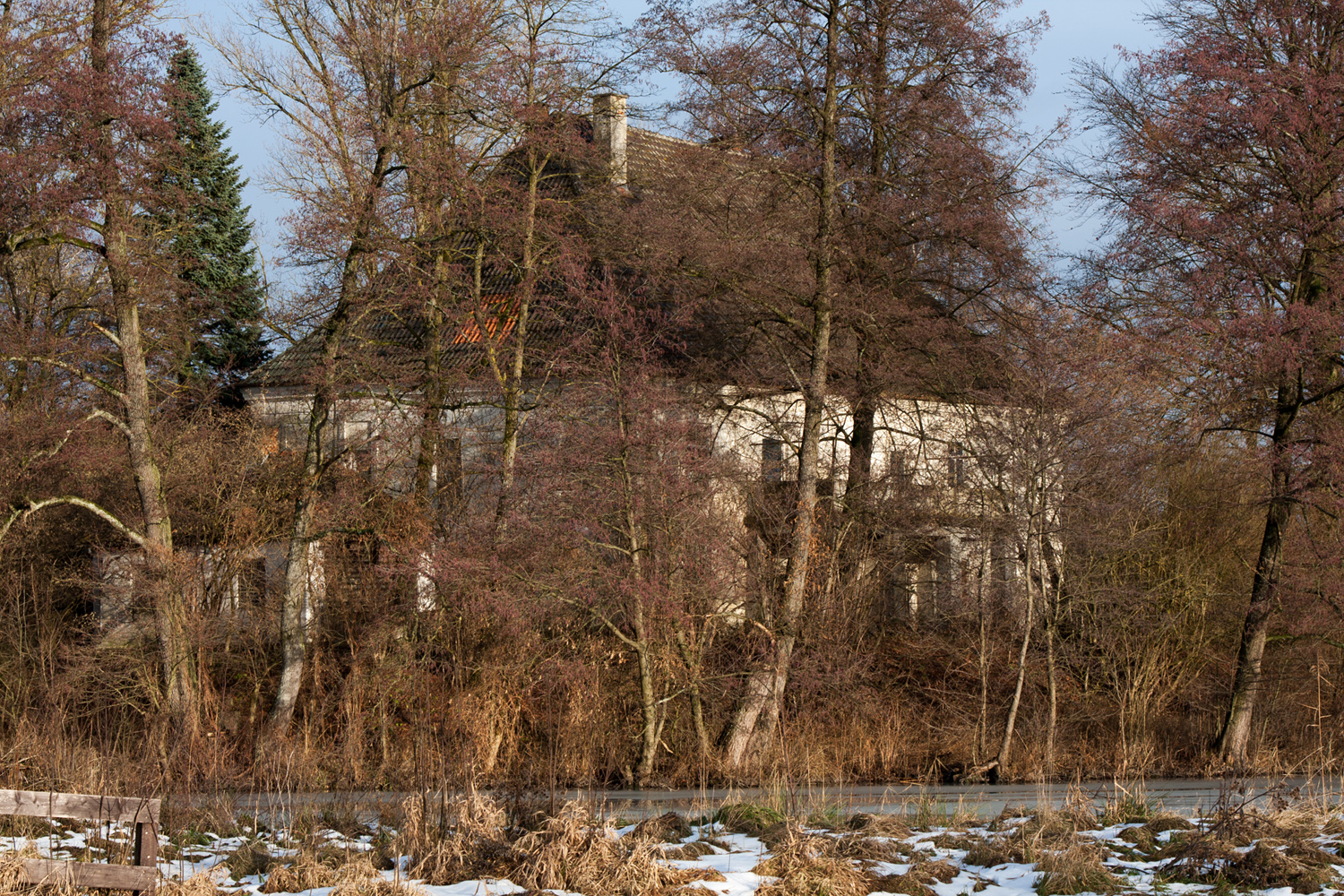
Wasserschloss Starzhausen

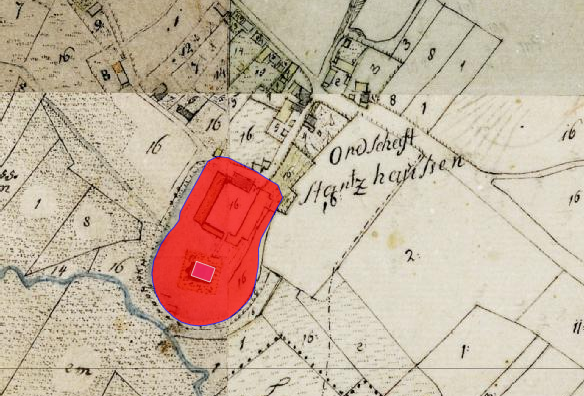
Lageplan von Wasserschloss Starzhausen auf dem Urkataster von Bayern

Das Wasserschloss Starzhausen ist ein mittelalterliches Wasserschloss in Starzhausen (Markt Wolnzach) im Landkreis Pfaffenhofen an der Ilm.

## Geschichte
Starzhausen wird bereits um das Jahr 1030 erwähnt und war Sitz einer Hofmark des Ortsadelsgeschlechts der Starzhausener. Das Schloss ist dreimal abgebrannt, und zwar 1598, 1632 im Dreißigjährigen Krieg und zuletzt um 1699. Das heutige Schloss wurde um 1709 errichtet. Dann kam es an die Grafen von Preysing und blieb bis 1848 eine gräflich Preysingsche Hofmark. Das Schloss ist erhalten, aber in Verfall begriffen.

## Bau- und Bodendenkmal
Das Schloss steht unter Denkmalschutz (Nummer D-1-86-162-83) und wird folgendermaßen beschrieben:

„zweigeschossiger, verputzter Walmdachbau mit reich gegliedertem Portal mit Sprenggiebel, barock, um 1709, 1952 überarbeitet“

Die Anlage wird auch als Bodendenkmal unter der Aktennummer D-1-7335-0083 im Bayernatlas als „mittelalterliche und frühneuzeitliche Befunde im Bereich des Wasserschlosses von Starzhausen“ geführt. 